# День республики (Индия)
День Республики (хинди गणतंत्र दिवस, англ. Republic Day) — национальный праздник Индии, отмечающий принятие Конституции Индии и переход страны от статуса британского доминиона к республике 26 января 1950 года.
Конституция была принята Учредительным собранием Индии 26 ноября 1949 года, но вступила в силу 26 января 1950 года. 26 января было выбрано для этой цели, потому что в этот день в 1930 году Индийским национальным конгрессом — верховной партией Индии — была провозглашена Декларация независимости Индии (Пурна Сварадж).
Это один из трех национальных праздников в Индии, два других — День Независимости (День независимости Индии) — 15 августа, отмечается с 1947 г. — с момента ратификации договора по выходу Британской Индии из английской колониальной системы и Ганди Джаянти — День рождения Махатмы Ганди. В 2023 году ему исполнится 154 года со дня рождения.